# Dissen (Umgangssprache)
Dissen ist ein jugendsprachliches Verb (von englisch to dis(s) / to disrespect, disparage, (jemanden) runtermachen, respektlos behandeln oder herabwürdigen). Seit 2000 ist das Wort dissen im Duden verzeichnet und bedeutet verächtlich machen, schmähen.
Das Wort kam als Slang-Wort aus den Vereinigten Staaten nach Deutschland und wurde zum Anglizismus. Um das Jahr 2000 bezeichnete es in der Hip-Hop-Subkultur eine quasi-sportliche freundliche Beleidigung im Rahmen einer konkurrenzbetonten Rap-Battle.
Einige Rapper drücken ihre (vermeintlich) schlechte Beziehung, vor allem zu anderen Rappern, durch sogenannte Disstracks aus. Auch kommerziell erfolgreiche Rapper wie Bushido, Sido oder Fler lieferten sich untereinander langjährige Fehden, die durch explizite Beleidigungen und Drohungen befeuert wurden. Beobachter sehen die wechselnden Allianzen und Feindschaften als Marketinginstrument.

## Beispiele
- Nail in the Coffin
- Hit ’Em Up
- The Story of Adidon

## Dissen auf Jamaika
Das musikalische Verächtlichmachen eines selbsterklärten Feindes findet sich bereits in der jamaikanischen Populärmusik, lange vor den Disstracks im Hip-Hop. Legendär war die Rivalität zwischen Duke Reid und Coxsone Dodd, den beiden Musikproduzenten und Inhabern eines eigenen Soundsystems, zu Beginn der 1960er Jahre. So produzierte Sir Dodd das Instrumentalstück Schooling the Duke von den Skatalites, das sich noch nonverbal gegen Duke Reid richtete.
Als sich Prince Buster 1961 vom Studio One löste und sein eigenes Musiklabel gründete, überzog Dodd den neuen Konkurrenten mit einer Reihe von musikalischen Verwünschungen wie Prince and Duke („Prinz und Herzog“), Don’t Forget Your Nest und Spit in the Sky. Bei dem Stück Prince Pharoah, vorgetragen von Kinderstar Delroy Wilson, griff Dodd sogar selbst zum Mikrofon und wünschte seinem ehemaligen Security-Mann den Niedergang.
Daran anschließend entwickelte sich der Konflikt zwischen Prince Buster und seinem ehemaligen Jünger Derrick Morgan, der sich von der Ära des Ska bis in die Zeit des Rocksteady erstreckte. Weil Morgan zum Label von Leslie Kong, der besser bezahlte, gewechselt war, verunglimpfte ihn Buster in dem Ska-Song Black Head Chinaman. Morgan reagierte in The Blazing Fire mit einem Intro auf Chinesisch („Hör zu, du Dummkopf!“). Auf Morgans Rudie in Court antwortete Buster mit seiner Komposition Judge Dread (1967).
Auch der Musikproduzent und Reggae-Komponist Lee Perry setzte auf musikalische Beleidigungen und Konfrontation. Anfangs texte Perry für Studio One zahlreiche Schmähtracks gegen andere Produzenten (Royalty a/k/a Me Sir), doch als er sich aufgrund der schlechten Bezahlung von Coxsone Dodd getrennt hatte, attackierte Perry in Run for Cover (1967) und The Upsetter (1968) auch seinen ehemaligen Arbeitgeber („You take people for fool / And use them as a tool“). Kurz darauf rechnete Perry in People Funny Boy (1968) mit seinem neuen Arbeitgeber Joe Gibbs ab („All I have done for you, you not remember that“). Der Musikproduzent reagierte als „Sir Gibbs“ mit der Single People Grudgeful persönlich auf die Vorwürfe, auf der B-Seite Pan Ya Machete spotteten The Pioneers über Perry.
In Cow Thief Skank von 1973 disste Perry später auch seinen Freund Niney the Observer, der die Nachfolge als Tontechniker und Arrangeur bei Joe Gibbs angetreten hatte, und machte ihn als Viehdieb lächerlich. Niney the Observer war bereits 1970 von Bob Marley & The Wailers und dem Musikproduzenten Bunny Lee im gemeinsamen Diss-Track Mr. Chatterbox als Schwätzer bloßgestellt worden („Always carry news all over the place, Mr. Chatterbox, you are a big disgrace!“).